# 田中恭子
田中 恭子（たなか きょうこ、1939年1月30日 - 2007年9月4日）は、日本の国際政治学者。
岡山県倉敷市出身。1961年国際基督教大学卒、67年同大学院行政学研究科博士課程満期退学。1972年オーストラリア国立大学で博士号取得、1973-82年シンガポール大学助教授として日本語を教える。中部大学国際関係学部助教授、静岡県立大学教授、1998年南山大学教授。2002年『国家と移民 東南アジア華人世界の変容』でアジア・太平洋賞特別賞受賞。

## 著書
- 『シンガポールの奇跡 お雇い教師の見た国づくり』中公新書 1984
- 『土地と権力 中国の農村革命』名古屋大学出版会 1996
- 『国家と移民 東南アジア華人世界の変容』名古屋大学出版会 南山大学学術叢書 2002

### 共著・監修
- 『マレーシア・シンガポール・インドネシア』監修・著 偕成社 きみにもできる国際交流 1999
- 『シンガポール』編著 白木三秀ほか著 海外職業訓練協会 海外・人づくりハンドブック 技術指導から生活・異文化体験まで 2000
- 『国際関係 アジア太平洋の地域秩序』編 東京大学出版会 現代中国の構造変動 2001

### 翻訳
- ディック・ウィルソン『周恩来 不倒翁波瀾の生涯』立花丈平共訳 時事通信社 1987
- 『シンガポールの政治哲学 リー・クアンユー首相演説集』黄彬華,呉俊剛編 井村文化事業社 東南アジアブックス シンガポールの社会 1988
- リー・クアンユー『中国・香港を語る』穂高書店 アジア文化叢書 1993